# 辻美彩代
辻 美彩代(つじ みさよ)は、日本の銀行員、金融教育者、ラジオパーソナリティ。ふくおかフィナンシャルグループ(FFG)および福岡銀行に所属し、2024年より「みっちゃん」の愛称で、LOVE FMのラジオ番組『FFG presents おしえて!みっちゃん』のメインパーソナリティを務めている。

## 略歴
福岡県福岡市出身。2016年に福岡銀行に入行し、営業部門での業務を経験。2021年からはFFGグループ内での金融リテラシー向上を目的とした広報活動を担当している。

## 活動
若年層や子育て世代を中心とした金融リテラシー向上を目的とした広報・教育活動を担当している。銀行員としての業務経験を活かし、初心者にも親しみやすく分かりやすい金融知識の提供を行うことを使命としている。特に、貯蓄や資産形成、キャッシュレス決済、ローンやクレジットカードの仕組みなどを、実生活に即した形で具体例を交えて伝えることに注力している。
福岡県内の高校などで行う出前授業や、子育て世代向けのオンラインセミナーなどを通じて、生活に密着したお金の使い方やリスク管理についての教育を実施している。また、自身のキャラクターと発信力を活かし、YouTubeやInstagramなどのSNSでも積極的に情報発信を行っている。

## 人物・趣味
非常にアクティブなライフスタイルを送り、ジョギング、ヨガ、マラソン、ロードバイク、ゴルフなど多様なスポーツを趣味としている。毎朝5時に起床し 運動を習慣化しており、「やりたいことリスト100」を作成して一つずつ実行するなど、目標志向の強い人物である。「迷ったらやる!」を信条に、仕事とプライベートの両面で積極的な挑戦を続けている。

## メディア出演
- 『FFG presents おしえて! みっちゃん』 (2024年-、LOVE FM) - メインパーソナリティーとして出演。金融リテラシー向上を目的に、日常生活に役立つお金の知識や最新トピックを分かりやすく紹介。リスナーからの質問に答えるコーナーも人気。
- YouTube 『FFG公式チャンネル』 - ふくおかフィナンシャルグループの公式チャンネルに出演し、金融に関する情報や生活に役立つコンテンツを動画で配信している。